# Liste du patrimoine immobilier classé de Bastogne
Cette page regroupe l'ensemble du patrimoine immobilier classé de la ville belge de Bastogne.
| Objet | Année de construction / Architecte | Adresse                     | Section communale | Coordonnées                      | Numéro d’inventaire | Illustration |
| --- | ---------------------------------- | --------------------------- | ----------------- | -------------------------------- | ------------------- | --- |
| Porte de Trèves |                                    | Place de la Porte de Trèves | Bastogne          | 50° 00′ 18″ nord, 5° 43′ 19″ est | 82003-CLT-0001-01   | Porte de Trèves |
| L'église Saint-Pierre à Bastogne |                                    |                             | Bastogne          | 50° 00′ 18″ nord, 5° 43′ 17″ est | 82003-CLT-0003-01   | Église Saint-Pierre |
| Ensemble formé par la colline du Mardasson et ses abords immédiats, à Bastogne |                                    |                             | Bastogne          | 50° 00′ 32″ nord, 5° 43′ 44″ est | 82003-CLT-0005-01   | Colline du Mardasson et abords immédiats |
| Ancien chœur de l'église de Bourcy (Longvilly) |                                    |                             | Bourcy            | 50° 03′ 35″ nord, 5° 48′ 26″ est | 82003-CLT-0007-01   | Image manquanteTéléverser |
| Le presbytère de Rachamps à Bastogne (M) ainsi que l'ensemble formé par ce presbytère, l'église et les terrains environnants (S)                                                                                         |                                    |                             | Rachamps          | 50° 05′ 03″ nord, 5° 47′ 16″ est | 82003-CLT-0008-01   | Le presbytère de Rachamps à Bastogne (M) ainsi que l'ensemble formé par ce presbytère, l'église et les terrains environnants (S)                                                                                         |
| Lavoir de Rachamps, à Bastogne |                                    |                             | Rachamps          | 50° 05′ 02″ nord, 5° 47′ 14″ est | 82003-CLT-0009-01   | Lavoir de Rachamps, à Bastogne |
| La tour romane et la nef de trois travées, suivies d'une abside polygonale à trois pans, datant de 1723 de l'église Saint-Lambert, à Rachamps                                                                            |                                    |                             | Rachamps          | 50° 05′ 02″ nord, 5° 47′ 16″ est | 82003-CLT-0010-01   | La tour romane et la nef de trois travées, suivies d'une abside polygonale à trois pans, datant de 1723 de l'église Saint-Lambert, à Rachamps                                                                            |
| La Chapelle Saint-Cunibert, à Bizory |                                    |                             | Bizory            | 50° 01′ 10″ nord, 5° 45′ 57″ est | 82003-CLT-0011-01   | La Chapelle Saint-Cunibert, à Bizory |
| La chapelle de Harzy (actuellement chapelle des Saints-Anges Gardiens) et le mur du cimetière qui l'entoure, à Bastogne (M) ainsi que l'ensemble formé par la chapelle de Harzy et le mur du cimetière qui l'entoure (S) |                                    |                             | Harzy             | 49° 59′ 38″ nord, 5° 47′ 42″ est | 82003-CLT-0012-01   | La chapelle de Harzy (actuellement chapelle des Saints-Anges Gardiens) et le mur du cimetière qui l'entoure, à Bastogne (M) ainsi que l'ensemble formé par la chapelle de Harzy et le mur du cimetière qui l'entoure (S) |
| La chapelle Saint-Laurent, à Bastogne |                                    |                             | Bastogne          | 50° 00′ 32″ nord, 5° 43′ 02″ est | 82003-CLT-0013-01   | La chapelle Saint-Laurent, à Bastogne |
| Les façades et toitures de la ferme Didier ou Lamborelle, sise à Benonchamps, n°18, à Bastogne |                                    | Benonchamps n°18            | Benonchamps       | 50° 00′ 14″ nord, 5° 48′ 35″ est | 82003-CLT-0015-01   | Les façades et toitures de la ferme Didier ou Lamborelle, sise à Benonchamps, n°18, à Bastogne |
| Les façades et toitures du corps de logis de la ferme Schumer sise Grand-Route n°6 à Bizory (M) ainsi que l'ensemble formé par la ferme, la chapelle et les terrains environnants à Bizory (S)                           |                                    | Grand-Route n°6, Bizory     | Bizory            | 50° 01′ 08″ nord, 5° 45′ 55″ est | 82003-CLT-0016-01   | Image manquanteTéléverser |
| Les façades et la toiture de la chapelle Notre-Dame-de-Bonne-Conduite (M) ainsi que l'ensemble formé par cet édifice et ses abords (S)                                                                                   |                                    |                             | Bastogne          | 49° 59′ 24″ nord, 5° 43′ 21″ est | 82003-CLT-0017-01   | Les façades et la toiture de la chapelle Notre-Dame-de-Bonne-Conduite (M) ainsi que l'ensemble formé par cet édifice et ses abords (S)                                                                                   |
| La totalité de la chapelle Notre-Dame de la Paix à Bastogne |                                    |                             | Bastogne          | 50° 00′ 11″ nord, 5° 43′ 05″ est | 82003-CLT-0018-01   | Image manquanteTéléverser |
| « Cave Mc Auliffe » (M) et établissement d'une zone de protection s'appliquant à l'aile du bâtiment abritant cette cave et faisant partie de la caserne Heintz (ZP)                                                      |                                    |                             | Bastogne          | 50° 00′ 30″ nord, 5° 43′ 12″ est | 82003-CLT-0025-01   | Image manquanteTéléverser |
| Bois Jacques abritant les fox holes |                                    | Foy                         | Noville           | 50° 02′ 05″ nord, 5° 45′ 06″ est | 82003-CLT-0027-01   | Bois Jacques abritant les fox holes |
| Château de Rolley et les ruines (M) ainsi que l'ensemble formé par ce château et les terrains environnants (S) |                                    |                             | Longchamps        | 50° 02′ 16″ nord, 5° 40′ 57″ est | 82005-CLT-0001-01   | Image manquanteTéléverser |
| Château de Roumont dit Relais Casaquy, à Flamierge ainsi que la cour intérieure entourée des écuries, chenils et communs (M) et l'ensemble formé par ce château et les terrains environnants (S)                         | 1764                               | Roumont-sur-Ourthe          | Flamierge         | 50° 04′ 16″ nord, 5° 33′ 31″ est | 82005-CLT-0002-01   | Château de Roumont dit Relais Casaquy, à Flamierge ainsi que la cour intérieure entourée des écuries, chenils et communs (M) et l'ensemble formé par ce château et les terrains environnants (S)                         |
| Chapelle Sainte-Aldegonde de Flamisoulle, le mur d'enceinte du cimetière, les pierres et les croix funéraires (M) et l'ensemble formé par cet édifice et le cimetière (S)                                                |                                    |                             | Longchamps        | 50° 01′ 55″ nord, 5° 37′ 47″ est | 82005-CLT-0003-01   | Église et cimetière de Flamisoulle |
| Ancienne ferme Rosière (façades, charpente et toitures, ainsi que l'intérieur du logis), sis à Champ, n° 793 (M) et établissement d'une zone de protection (ZP)                                                          |                                    | Champ n° 793                | Longchamps        | 50° 02′ 22″ nord, 5° 40′ 13″ est | 82005-CLT-0004-01   | Image manquanteTéléverser |